# Camera obscura (album)
Pour les articles homonymes, voir Camera obscura.
Albums de Nico
Do or Die: Nico in Europe
(1982) Behind the Iron Curtain
(1985)
Camera obscura est le dernier album studio de la chanteuse Nico, sorti en 1985, trois ans avant sa mort.

## Titres
Toutes les chansons sont de Nico, sauf indication contraire.
1. Camera obscura (Nico, John Cale, James Young, Graham Dids) – 3:42
2. Tananore – 4:24
3. Win a Few – 6:10
4. My Funny Valentine (Richard Rodgers, Lorenz Hart) – 3:23
5. Das Lied von einsanen Mädchens (Robert Gilbert, Werner R. Heymann) – 5:40
6. Fearfully in Danger – 7:26
7. My Heart Is Empty – 4:37
8. Into the Arena – 4:12
9. König – 4:08

## Personnel
- Nico : chant, harmonium
- The Faction :
  - James Young : claviers
  - Graham Dids : percussions
- John Cale : chant (Camera Obscura)
- Ian Carr : trompette (My Funny Valentine, Into the Arena)